# Arnat Peqatigiit Kattuffiat
Arnat Peqatigiit Kattuffiat (dänisch De Grønlandske Kvindeforeningers Sammenslutning, „Verband der grönländischen Frauenvereinigungen“) ist der Frauenverband Grönlands.

## Geschichte
1948 gründete Kathrine Chemnitz die erste grönländische Frauenvereinigung in Nuuk. Im selben Jahr wurde das Frauenwahlrecht in Grönland eingeführt und Kathrine Chemnitz wurde zudem als Frauenvertreterin in die Grønlandskommission berufen, womit erstmals eine Grönländerin politisches Mitspracherecht erhielt. Sie fühlte sich inspiriert von den dänischen Hausfrauenvereinigungen und wollte eine Institution schaffen, wo Frauen sich gegenseitig in den Bereichen Haushaltsführung, Kindererziehung, Kochen und Nähen beraten und helfen konnten. Daneben gab es auch Debattenabende, an denen Vorträge gehalten und gemeinsam diskutiert wurde. In den folgenden Jahren wurden auch in zahlreichen anderen grönländischen Städten entsprechende Vereinigungen gegründet. 1955 wurden in Qaqortoq und Aasiaat durch die Arbeit der Frauenvereinigungen Haushaltsschulen für Frauen eröffnet. 1960 schlossen sich die Lokalvereinigungen zu einem gemeinsamen Verband zusammen, dem Arnat Peqatigiit Kattuffiat (APK). Kathrine Chemnitz wurde zur ersten Vorsitzenden ernannt. 1965 zog sie sich zurück und der Verband wurde in den Folgejahren vor allem von ihrer Schwiegertochter Gudrun Chemnitz geprägt. Zum zehnjährigen Jubiläum hatte der APK 53 Lokalvereinigungen mit rund 1400 Mitgliedern. 1975 wurde das Abtreibungsrecht eingeführt und 1977 die erste Frauenhøjskole (Arnat Ilinniarfiat) als Teil der Knud Rasmussenip Højskolia eröffnet. Vor allem in den 1960er und 1970er Jahren spielte der APK eine bedeutende Rolle in den öffentlichen Debatten. Daneben war der Verband auch politisch aktiv. Bei der Landesratswahl 1971 und 1975 stellte der APK eine Liste auf, erhielt aber keinen Sitz. Dafür gelang es jedoch bis zur Kommunalwahl 1975, den Anteil an Frauen in den Gemeinderäten auf 12 % anzuheben. In den 1980er Jahren gründete der APK mehrere Krisenzentren für Frauen in Grönland. In dieser Zeit ging die Bedeutung des Frauenverbands aufgrund der neuen politischen und gesellschaftlichen Situation nach Einführung der Hjemmestyre zurück. 1996 hatte der APK 42 Lokalvereinigungen, denen rund 1500 Mitglieder angehörten (zu diesem Zeitpunkt gab es etwa 17.000 erwachsene Frauen in Grönland). 2010 erhielt der Arnat Peqatigiit Kattuffiat anlässlich seines 50-jährigen Bestehens den Grönländischen Kulturpreis. Zu diesem Zeitpunkt hatte der Verband 14 Lokalvereinigungen.